# Бела Янковіч
Бела Янковіч (угор. Jankovich Béla; 29 квітня 1865, Пешт — 5 серпня 1939, Будапешт) — угорський державний діяч.
З 26 лютого 1913 по 15 червня 1917 — Міністр народної освіти і у справах релігій Королівства Угорщина.
З 12 лютого 1914 року — почесний громадянин Мукачева .